# Obersachsen (Diespeck)
Obersachsen ist ein Gemeindeteil der Gemeinde Diespeck im Landkreis Neustadt an der Aisch-Bad Windsheim (Mittelfranken, Bayern). Obersachsen liegt in der Gemarkung Dettendorf.

## Geografie
Durch das Dorf fließt der Sachsenbach, ein rechter Zufluss der Aisch. 0,75 km nordwestlich des Ortes liegt das Waldgebiet Martersbach, 1 km nördlich liegt das Flurgebiet Herrnfeld, 0,5 km südwestlich erhebt sich der Geißberg (354 m ü. NHN). Eine Gemeindeverbindungsstraße führt nach Untersachsen (0,3 km westlich) bzw. nach Dettendorf zur Kreisstraße NEA 15 (1,1 km nordöstlich). Eine weitere Gemeindeverbindungsstraße führt nach Eggensee (1 km südlich).

## Geschichte
Im Jahre 796 erhielt Bischof Berowelf von Würzburg von Karl dem Großen ein Kontingent der aus Nordalbingien umgesiedelten Sachsen. Ein Teil der Sachsen wurde eingesetzt, das Land des heutigen Ober- und Untersachsen urbar zu machen. So entstanden, vom Königshof Riedfeld aus organisiert, zunächst acht Sachsenhöfe. Die bald in zwei Gruppen (heute Ober- und Untersachsen) aufgeteilten Orte werden in einer Urkunde, die im Zeitraum 868–900 entstanden ist, als „Ad Saxones“ erstmals namentlich erwähnt. Im 14. Jahrhundert wurde das Rittergut Waldsachsen gebildet, das grundherrschaftliche Ansprüche in Dettendorf, Eggensee und Obersachsen hatte (Ober- und Untersachsen unterstanden der Stadtvogtei Neustadt. Während Obersachsen seit 1486 fest an Dettendorf gebunden war und zum Kastenamt Dachsbach gehörte, gehörte Untersachsen zum Kastenamt Neustadt und kam in Bindung zu Eggensee). In Obersachsen wurden ein Wasserschloss, ein Kellerhaus, ein Schlossbauernhof, eine Ziegelhütte und eine Pechhütte errichtet. 1491 gehörte Obersachsen wie Eggensee zur Pfarrei Neustadt. Zwischen 1502 und 1506 kam das Rittergut an Konrad von Lüchau (aus dem bereits 1486 in Obersachsen belegten Adelsgeschlecht Lüchau.) 1525 wurde das Wasserschloss und der Ort in der Folge des Bauernkriegs vernichtet. 1707 erwarb der Stadthauptmann Bühl das immer noch öd liegende Schloss. Die verbliebenen Steine der Ruine wurden für den Bau seines Sitzes in Dettendorf verwendet.
Gegen Ende des 18. Jahrhunderts bildete Obersachsen mit Untersachsen eine Realgemeinde. In Obersachsen gab es acht Anwesen (1 Schlossbauernhof, 3 Häuser, 2 Häuslein, 1 Mühle, 1 Ziegelei). Das Hochgericht übte das brandenburg-bayreuthische Stadtvogteiamt Neustadt an der Aisch aus. Die Dorf- und Gemeindeherrschaft sowie die Grundherrschaft über alle Anwesen hatte das Rittergut Waldsachsen.
Von 1797 bis 1810 unterstand der Ort dem Justizamt Dachsbach und Kammeramt Neustadt. Im Rahmen des Gemeindeedikts wurde Obersachsen dem 1811 gebildeten Steuerdistrikt Diespeck zugeordnet. Es gehörte der 1813 gegründeten Ruralgemeinde Dettendorf an. Am 1. Juli 1971 wurde Dettendorf mit Obersachsen im Zuge der Gebietsreform in Bayern nach Diespeck eingemeindet.

## Einwohnerentwicklung
| Jahr      | 001818 | 001840 | 001861 | 001871 | 001885 | 001900 | 001925 | 001950 | 001961 | 001970 | 001987 |
| Einwohner | 65     | 83     | 74     | 80     | 84     | 58     | 69     | 83     | 61     | 74     | 79     |
| Häuser    | 11     | 10     |        |        | 18     | 15     | 14     | 14     | 14     |        | 21     |
| Quelle    | [ 15 ] | [ 16 ] | [ 17 ] | [ 18 ] | [ 19 ] | [ 20 ] | [ 21 ] | [ 22 ] | [ 23 ] | [ 24 ] | [ 1 ]  |

## Religion
Der Ort ist seit der Reformation evangelisch-lutherisch geprägt und bis heute nach St. Johannes Baptist (Diespeck) gepfarrt. Die Einwohner römisch-katholischer Konfession sind nach St. Johannis Enthauptung (Neustadt an der Aisch) gepfarrt.